# Закондирін Іван Григорович
Іван Григорович Закондирін (1894, село Шишеніно Владимирської волості Нижньогородської губернії, тепер Воскресенського району Нижньогородської області, Російська Федерація — 20 серпня 1943 село Куп'єваха, тепер Богодухівського району Харківської області) — радянський діяч, голова виконавчого комітету Богодухівської (Охтирської) та Херсонської окружних рад, відповідальний секретар Роменського окружного комітету КП(б)У. Член ВУЦВК. 

## Життєпис
Народився в селянській родині. Закінчив двокласне училище та фельдшерську школу. 
У роки Першої світової війни служив фельдшером в евакуаційному шпиталі російської армії.
З 1918 року служив у Червоній армії, учасник Громадянської війни в Росії.
Член РКП(б) з 1918 року.
У 1921—1923 роках — заступник завідувача Харківського губернського відділу охорони здоров'я; голова виконавчого комітету Вовчанської повітової ради Харківської губернії.
У березні — вересні 1923 року — голова виконавчого комітету Богодухівської окружної ради Харківської губернії. У вересні 1923 — 1925 року — голова виконавчого комітету Охтирської окружної ради Харківської губернії.
У 1925 — грудні 1926 року — відповідальний секретар Роменського окружного комітету КП(б)У.
У лютому 1927 — 24 вересня 1929 року — голова виконавчого комітету Херсонської окружної ради.
У 1929—1930 роках — керівник Укррибтресту.
У грудні 1930 — березні 1931 року — член колегії Народного комісаріату постачання Української СРР.
З березня 1931 року — член колегії Народного комісаріату праці Української СРР.
З 1941 року — в Червоній армії, учасник німецько-радянської війни. Перебував на військово-політичній роботі, з квітня 1943 року служив заступником командира із політичної частини 270-го гвардійського мінометного полку 6-го танкового корпусу 1-ї танкової армії. Загинув 20 серпня 1943 року в селі Куп'єваха Богодухівського району Харківської області.

## Звання
- батальйонний комісар
- майор

## Нагороди та відзнаки
- орден Вітчизняної війни ІІ ступеня (.09.1943, посмертно)